# Floris van Schooten

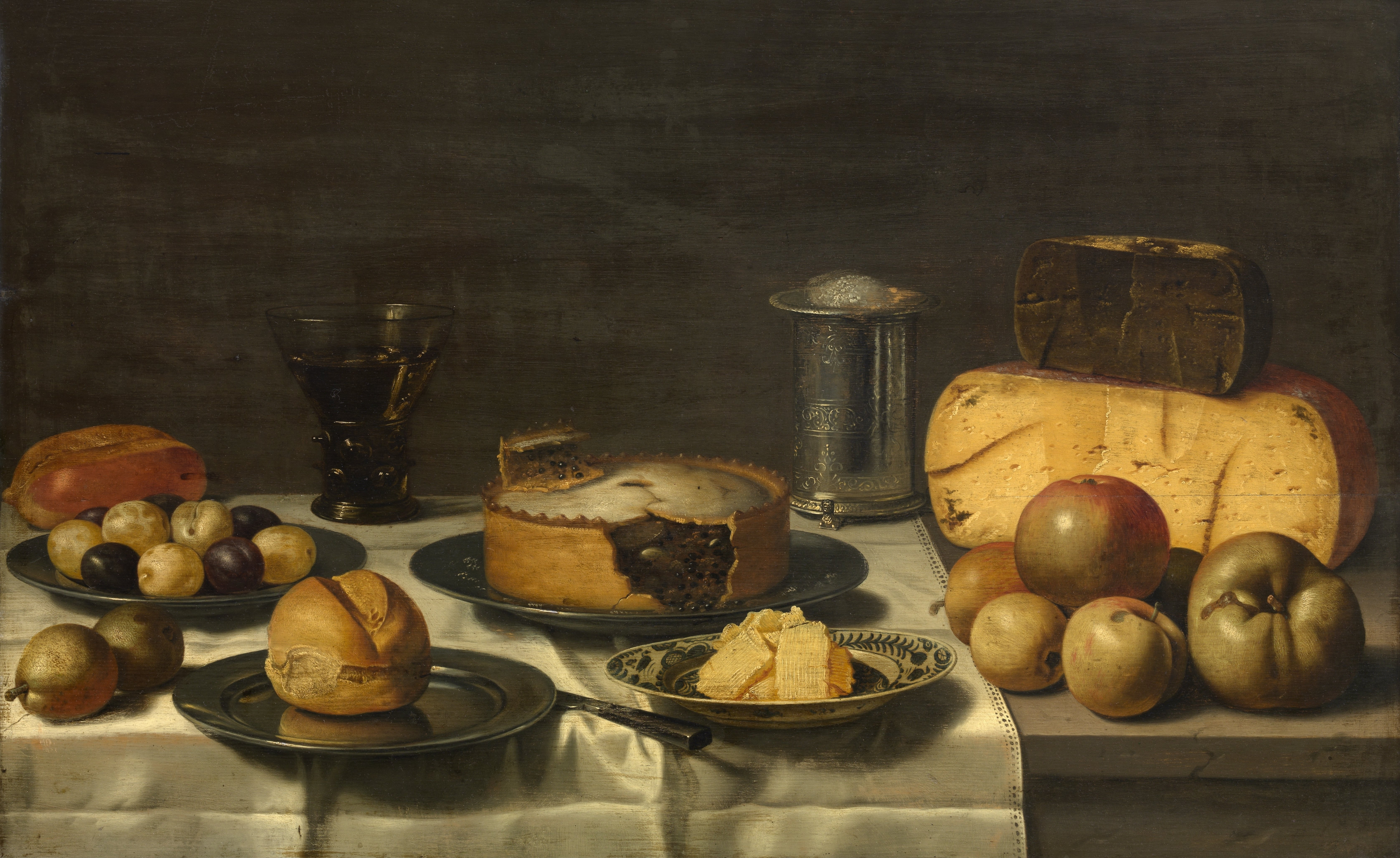
Niederländisches Frühstück

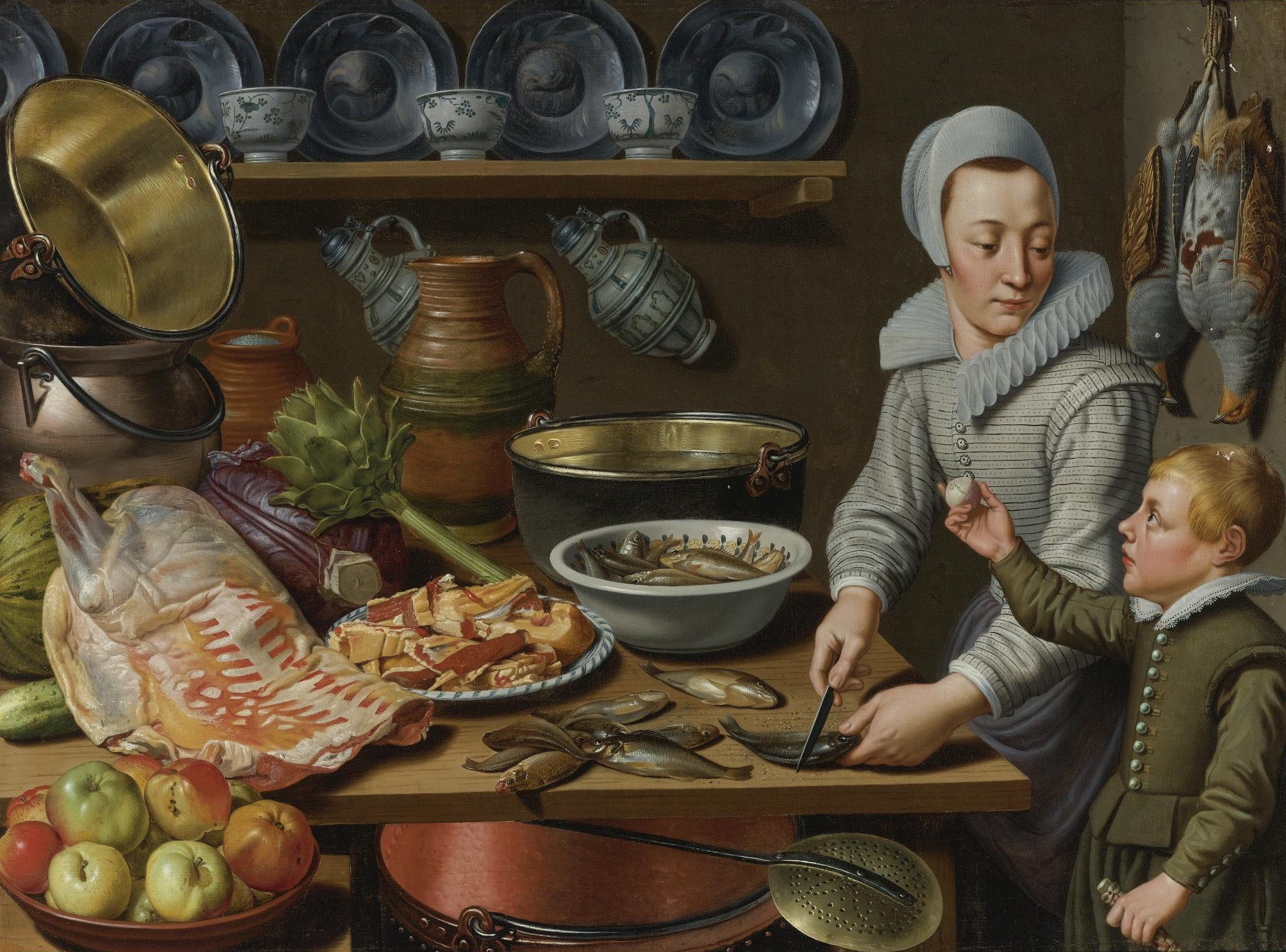
Küchenszene

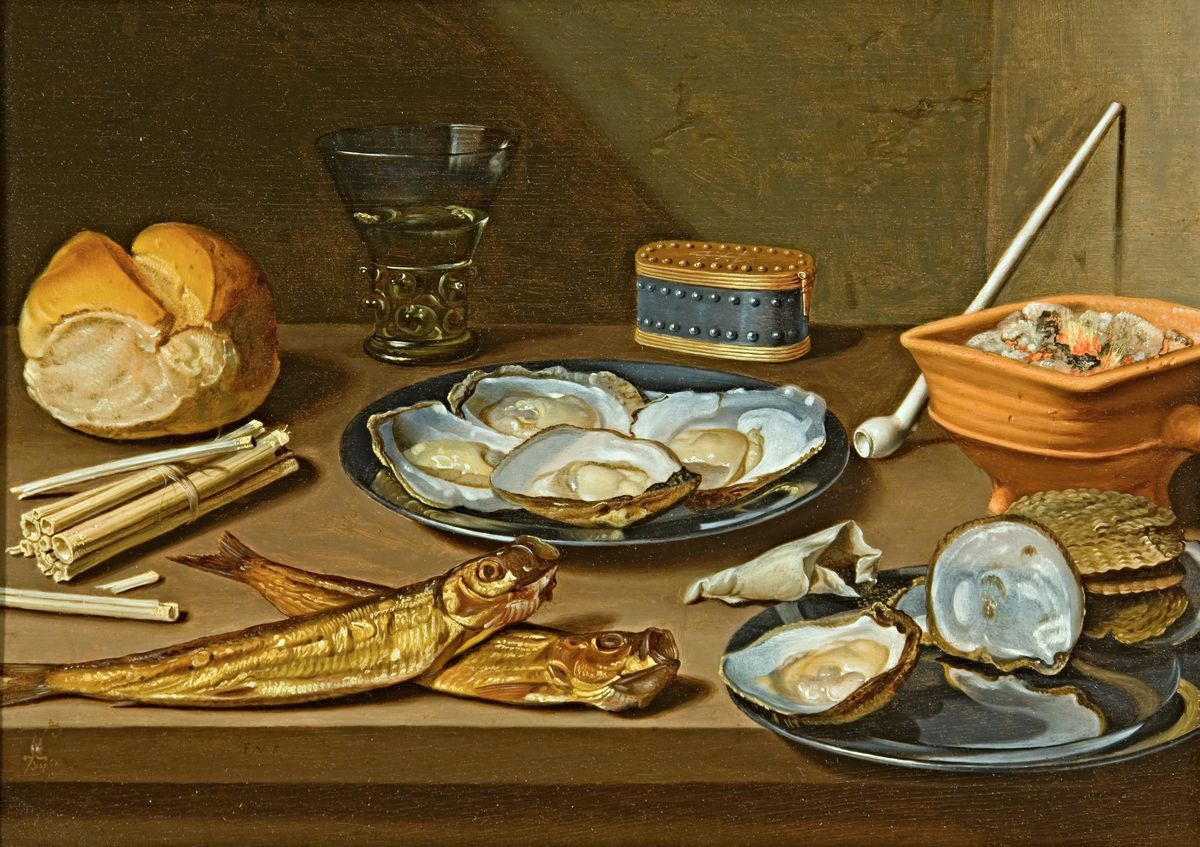
Stillleben mit Heringen, Austern und Raucherzubehör

Floris Gerritsz van Schooten (* zwischen 1585 und 1588; † 1656) war ein niederländischer Maler, der vor allem Stillleben malte.

## Leben
Floris van Schooten wurde in 1580er Jahren als Sohn von Gerrit Jacbsz van Schooten geboren, der Mitglied einer wohlhabenden katholischen Familie aus Amsterdam war. Im Jahr 1612 zog die Familie nach Haarlem.
Der junge van Schooten wurde Mitglied der Lukasgilde in Haarlem und war 1639 Vorsitzender der Gilde. Im Jahr 1612 heiratete er Rycklant Bol van Zanen, die Tochter eines vermögenden Bierbrauers. Das Paar bekam drei Töchter und den Sohn Johannes, der ebenfalls Maler wurde.
Van Schooten starb 1656 in Haarlem und wurde am 14. November 1656 in der Grote Kerk bestattet.

## Werk
Floris van Schooten werden rund 120 Werke zugeschrieben. Es ist nur ein Werk erhalten, das von van Schooten vollständig signiert wurde und im Von der Heydt-Museum in Wuppertal aufbewahrt wird. Der niederländische Kunsthistoriker Abraham Bredius schrieb 1918 Werke mit dem Signaturkürzel F.v.S und "FVS" Floris van Schooten zu. Es gibt mehr als 60 Gemälde mit Monogrammen und viele weitere, die unsingiert sind, aber ihm sicher zugeschrieben werden.
Floris van Schooten malte vor allem Stillleben und Genrebilder, darunter Früchte- und Obststillleben, Tischszenen, sowie Markt- und Küchenstücke. Er selbst gilt nicht als innovativer Maler, sondern spiegelte in seinen Arbeiten Innovationen wider, die in der lokalen Stilllebenmalerei auftraten. Sein Œuvre zeugt somit von der historischen Entwicklung der Stilllebenmalerei in den Niederlanden. Seine Arbeiten beweisen den Einfluss von Malern wie Floris van Dyck, Pieter Claesz und Roelof Koets, aber auch Ähnlichkeiten zu Werken von Pieter Aertsen und Joachim Beuckelaer, die zuvor in Antwerpen große Marktszenen mit Stillleben geschaffen hatten. Floris van Schooten vereinfachte das Format dieser Vorgänger und nutzte strengere Ordnungsprinzipien in seinen Werken.
Er malte viele Stillleben mit seinen immer wiederkehrenden Lieblingsmotiven von Schinken und Käse. Er beeinflusste Jacob Samuel Beck, François Garnier, Hans van Sant und den Monogrammisten VS.Z.